# LSA-gereedschap

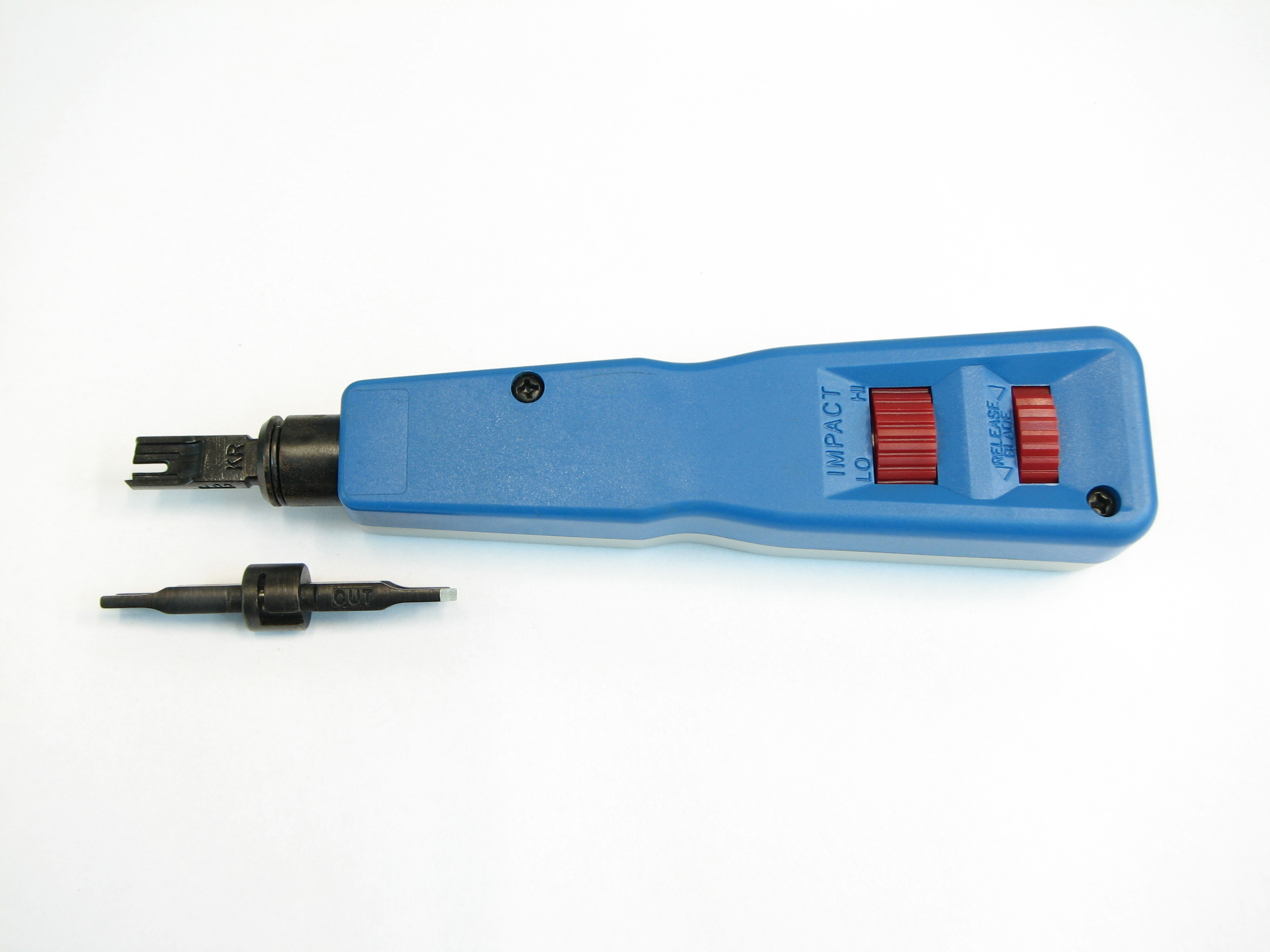
Een professioneel stuk LSA-gereedschap met bladen voor zowel 110- als Krone-systemen

LSA-gereedschap, LSA tool, Krone tool, of punch-down tool is een stuk handgereedschap dat wordt gebruikt om draden op contactpunten te bevestigen in elektronische gegevensnetwerken, zoals telefoon- en UTP-ethernetkabels. De Duitstalige afkorting LSA staat voor lötfrei, schraubfrei, abisolierfrei en geeft aan dat de verbinding gemaakt wordt zonder te solderen, te schroeven, of zelfs maar de isolatie van de draden te verwijderen.

## Omschrijving, uitvoeringen en toepassing
In zijn simpelste vorm bestaat LSA-gereedschap uit een dun maar stevig metalen blad met daarin een uitsparing, dat aan een handvat is bevestigd. Het dient om de draad naar beneden te drukken in een gleuf tussen twee plastic staanders. In het midden van deze gleuf bevindt zich een metalen plaatje met een scherpe V-vormige inkeping, waarin de draad deels doorgesneden wordt. Zo wordt door de isolatie van de draad heen contact gemaakt met de metalen geleider in de draad zelf. De uitsparing in het blad van LSA-gereedschap dient om dit plaatje ongemoeid te laten. Voor professionele gebruikers bestaat er ook LSA-gereedschap dat bij het indrukken meteen automatisch de overtollige draad afknipt.
Vergeleken met schroef- en soldeerverbindingen is een LSA-verbinding sneller te maken en kleiner. Dit is van belang in situaties waar veel verbindingen moeten worden gemaakt, zoals in een telefooncentrale of een bedrijfsnetwerk (een enkele UTP-kabel heeft al 8 aders). Door de scherpe snede die in de draad gemaakt wordt is de verbinding bovendien gasdicht, zodat er geen corrosie tussen de geleiders kan optreden. Als het goed gaat ontstaat er zelfs een koude las. Dit is belangrijk voor een betrouwbare overdracht in snelle gegevensnetwerken zoals ethernet.
Er bestaan verschillende standaarden voor LSA-verbindingen en de bijbehorende gereedschappen. In Noord-Amerika was de 66 block-standaard gebruikelijk voor telefoonverbindingen. De 110 block-standaard, met kleinere afmetingen, volgde later en wordt vooral gebruikt voor gegevensnetwerken. Ze komen voor in patch panels en in keystone modules, de kleine blokjes die het hart vormen van veel UTP-contactdozen. In Europa is het Krone LSA-PLUS-systeem gebruikelijk. Ook ethernet-contactdozen van de in Nederland gangbare fabricaten voor inbouw-wandcontactdozen (zonder uitneembare keystone module) gebruiken dit systeem.